# 山形県立米沢養護学校
山形県立米沢養護学校（やまがたけんりつよねざわようごがっこう）は、山形県米沢市大田町四丁目にある公立特別支援学校。知的障害者を教育対象とする。

## 学部
- 小学部
- 中学部
- 高等部